# Cinnamon Road
Cinnamon Road è un singolo pubblicato nel 1984 dalla band tedesca di musica elettronica, i Tangerine Dream, nella sola Germania. Presenta per lato A il pezzo, accorciato di pochi secondi, mentre per lato B la prima sezione del brano Hyperborea.

## Tracce
1. Cinnamon Road – 3:54
2. Hyperborea (estratto) – 3:50

## Formazione
- Edgar Froese: sintetizzatori, tastiere, chitarra elettrica.
- Christopher Franke: sintetizzatori, tastiere, drum machine e batteria.
- Johannes Schmoelling: sintetizzatori, tastiere.